# 浦佐站
浦佐站（日语：〔〕／ Urasa eki */?）是位於日本新潟縣南魚沼市浦佐的東日本旅客鐵道（JR東日本）鐵路車站。

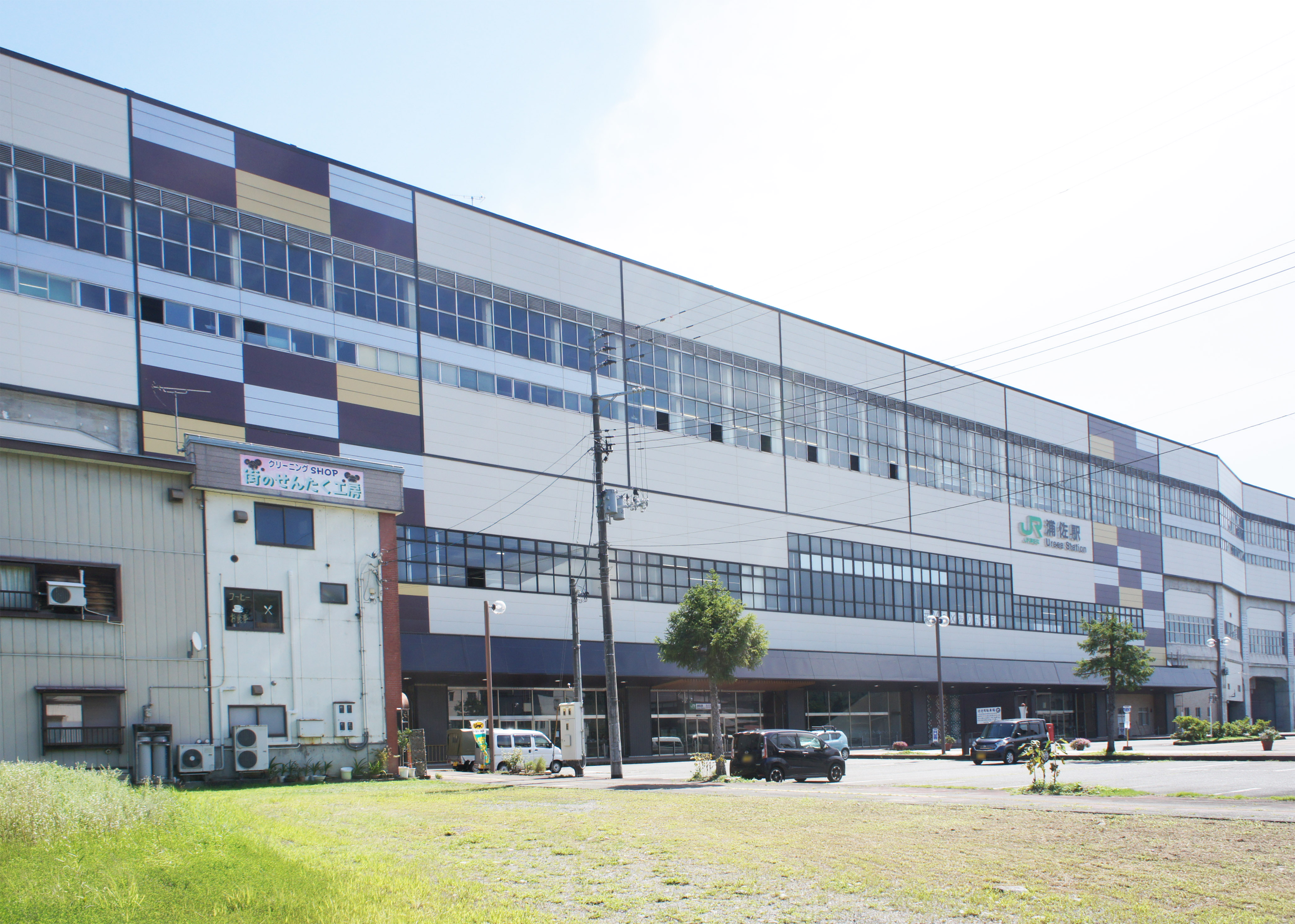
西口（2021年9月）

## 鐵道路線
- 東日本旅客鐵道
  - 上越新幹線
  - 上越線

## 車站構造
地面車站。
- 高架3樓的新幹線月台是相對式2面2線。中間為通過線。
- 地面部分的上越線月台是島式2面4線。

### 月台配置

站內
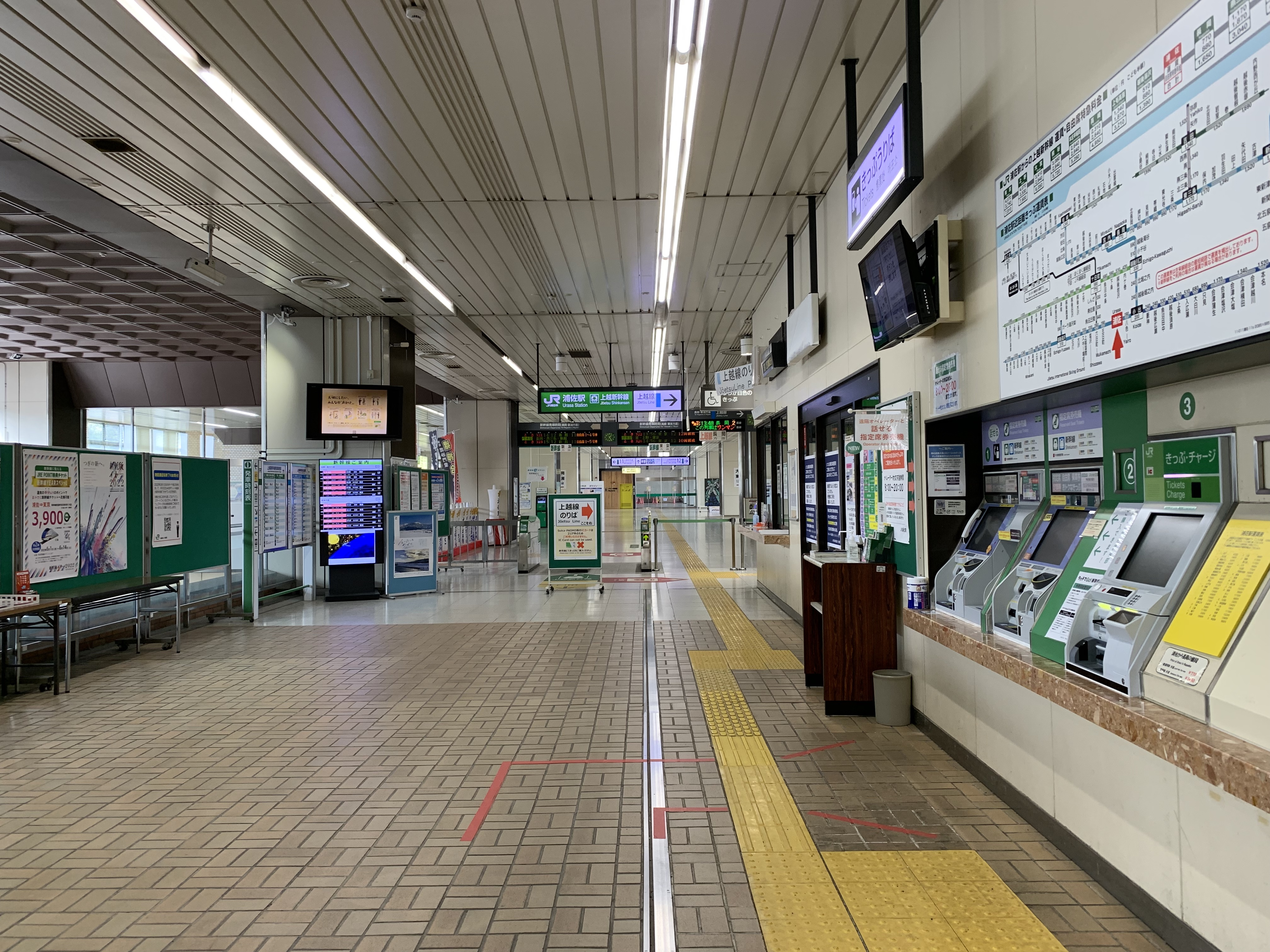
售票處（2022年5月）

| 月台   | 路線       | 方向 | 目的地                           |
| ------ | ---------- | ---- | -------------------------------- |
| 在來線 |            |      |                                  |
| 1      | ■上越線    | 下行 | 小出、小千谷、長岡方向           |
| 2、3   | ■上越線    |      | 臨時月台                         |
| 4      | ■上越線    | 上行 | 六日町、越後湯澤、水上、高崎方向 |
| 新幹線 |            |      |                                  |
| 11     | 上越新幹線 | 下行 | 長岡、新潟方向                   |
| 12     | 上越新幹線 | 上行 | 越後湯澤、高崎、東京方向         |

- 站內
- 售票處（2022年5月）

檢票口・月台
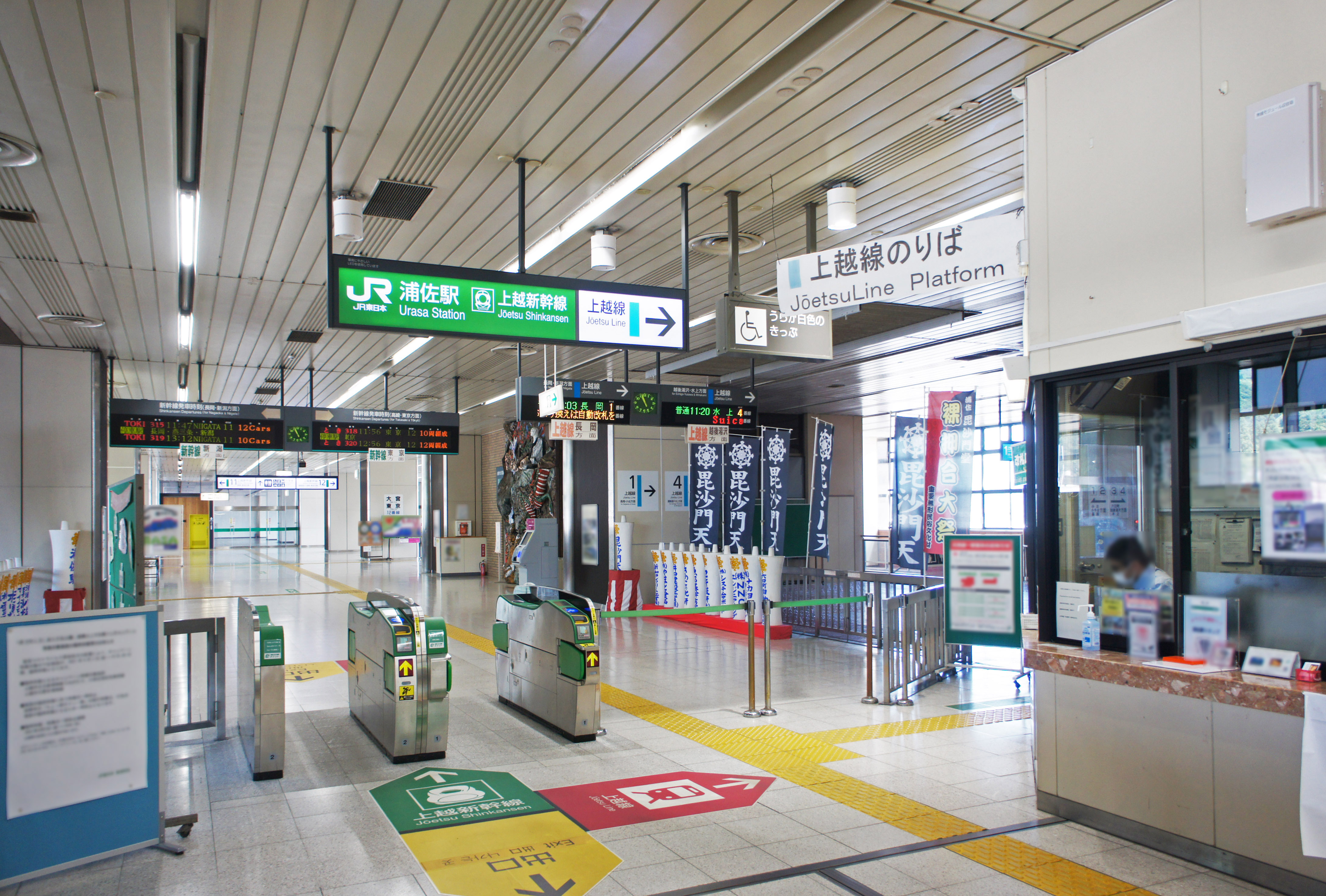
檢票口（2021年9月）
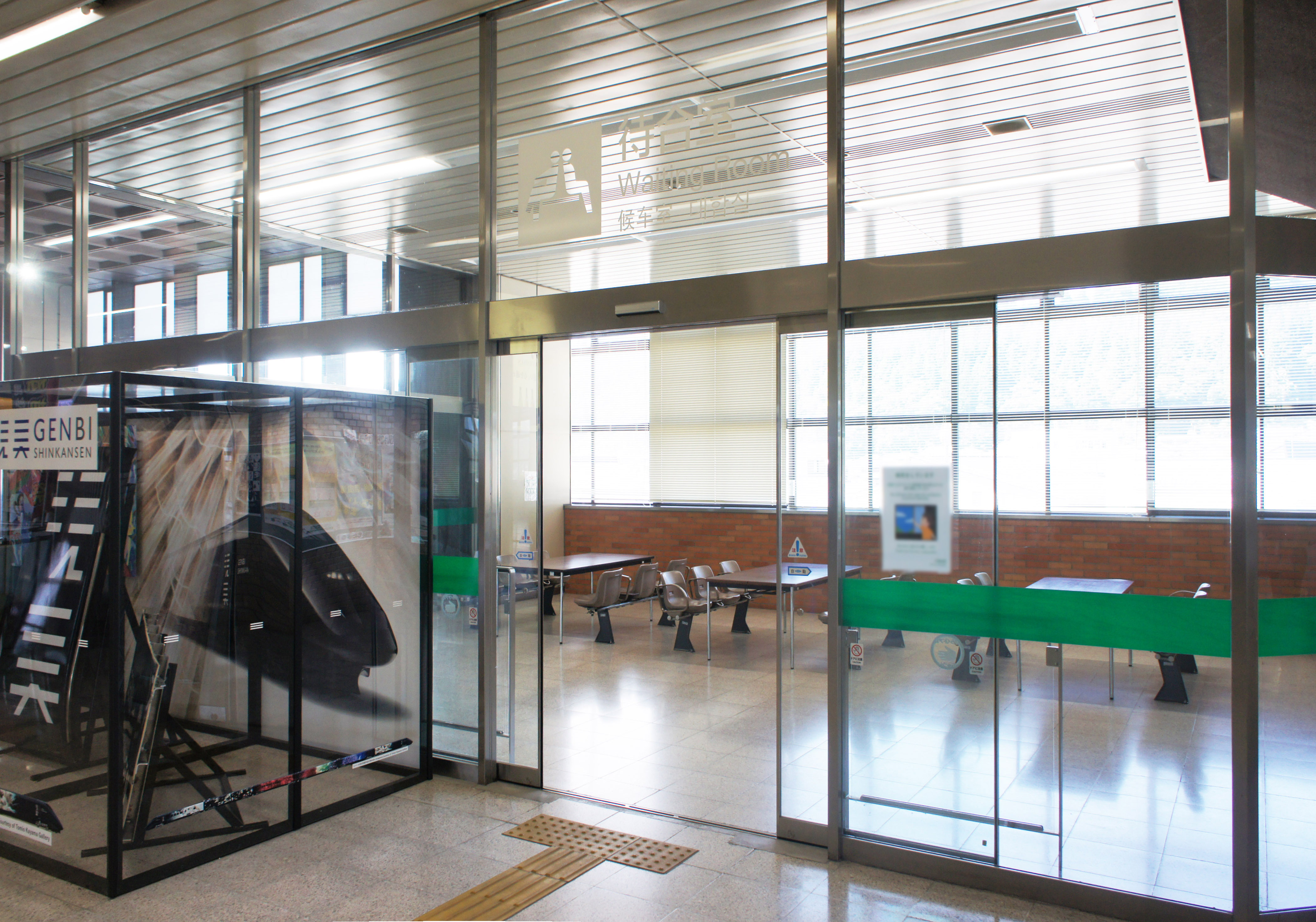
新幹線候車室（2021年9月）
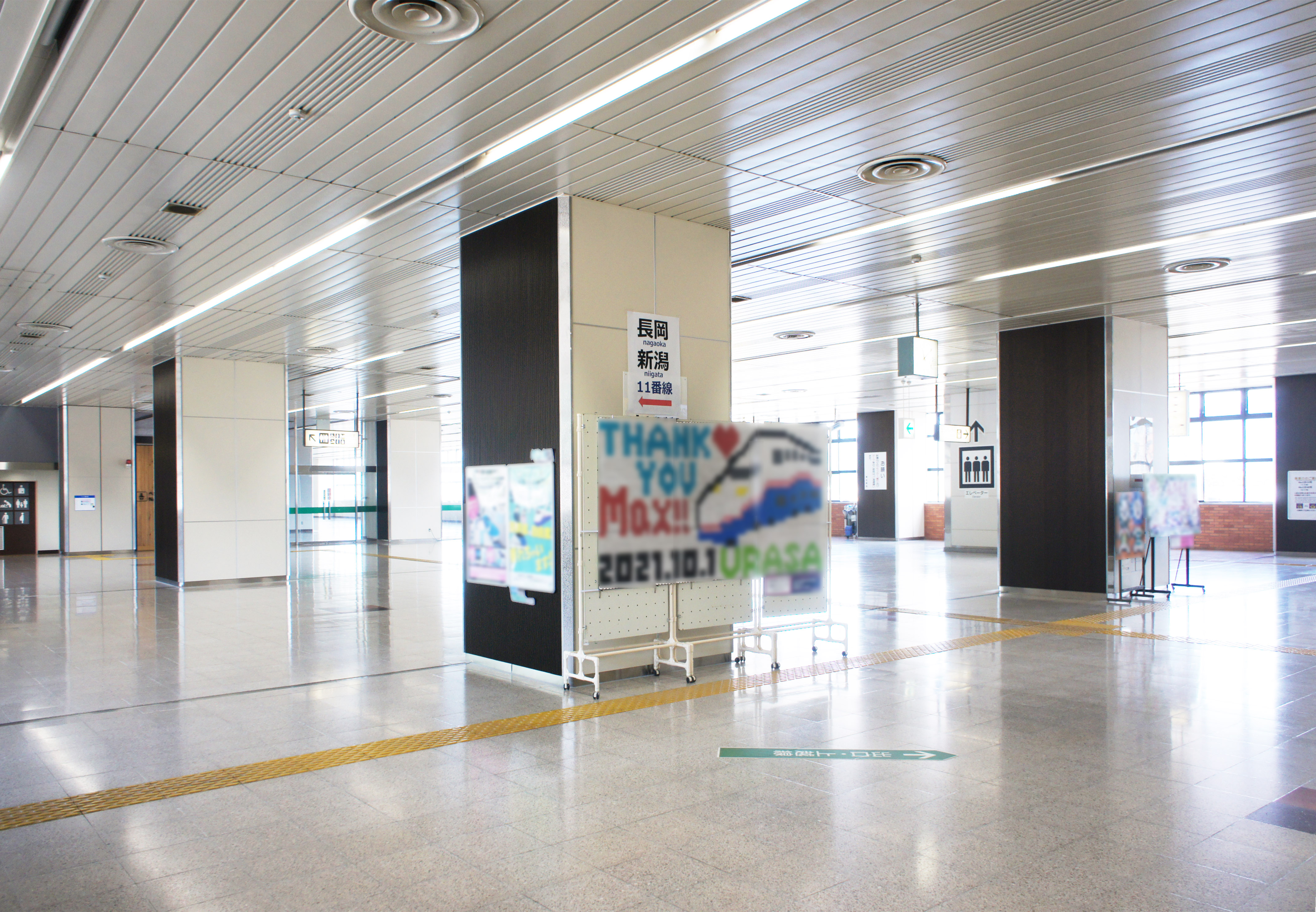
新幹線大堂（2021年9月）
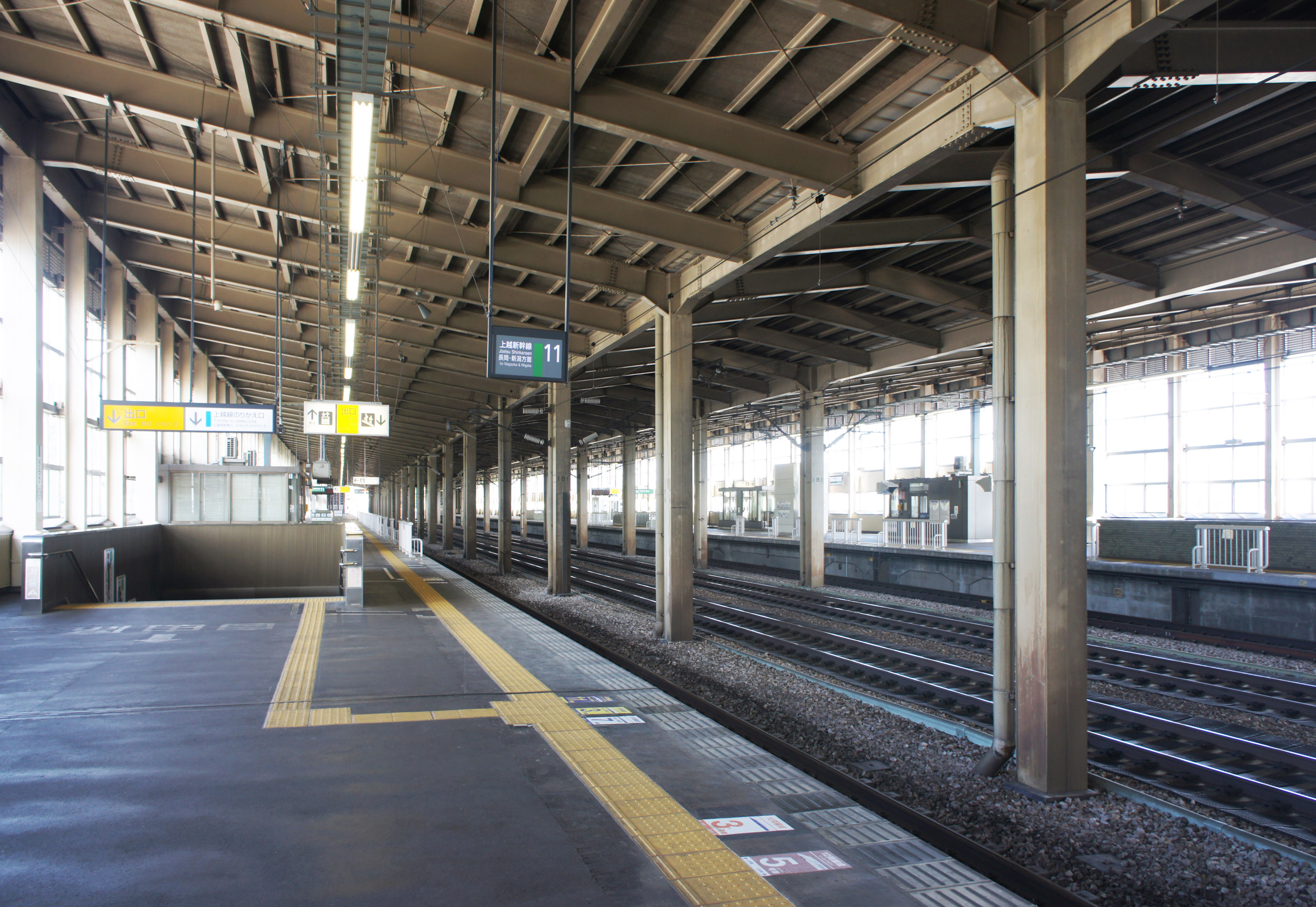
新幹線的11號與12號月台（2021年9月）
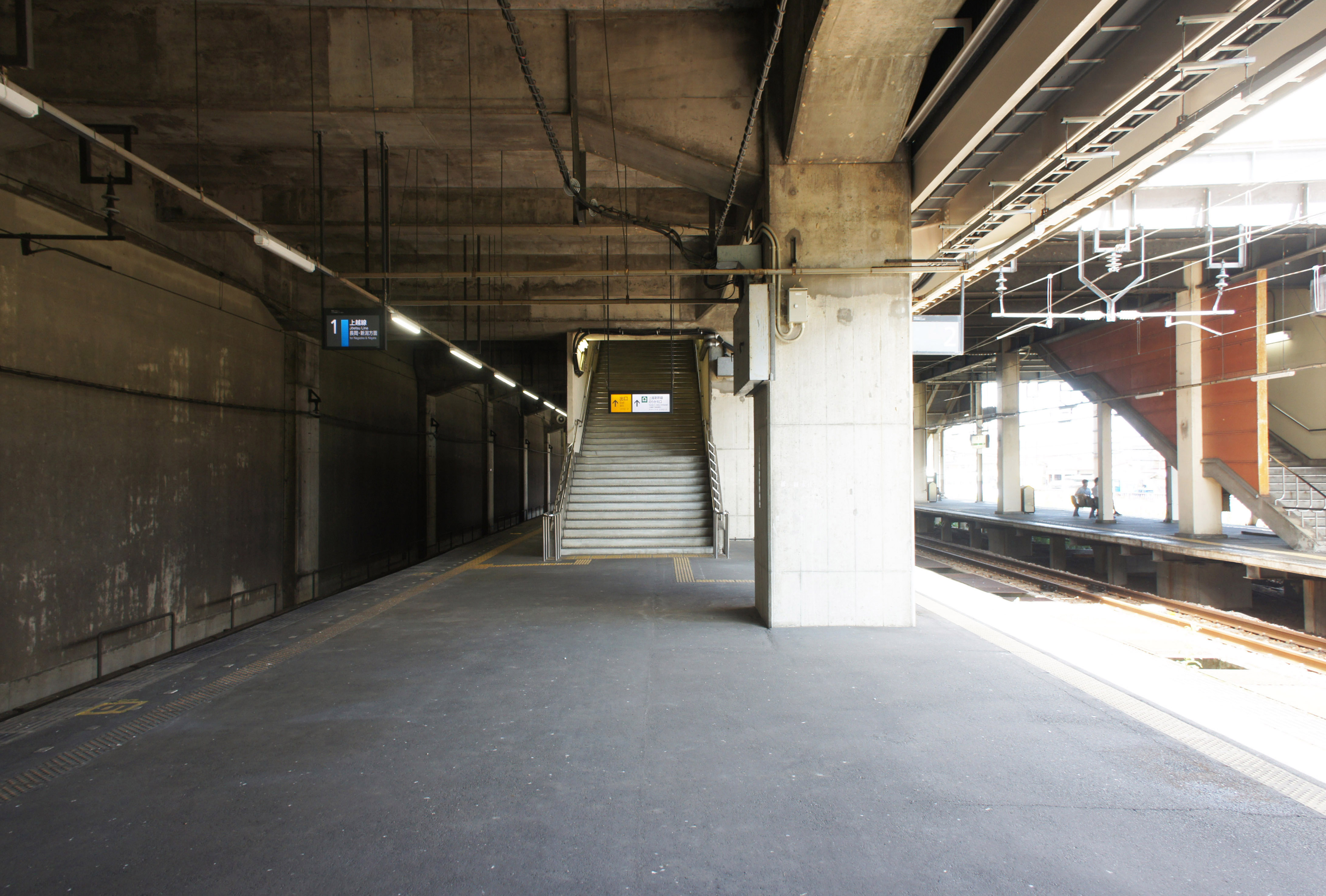
在来線1號與2號月台（2021年9月）
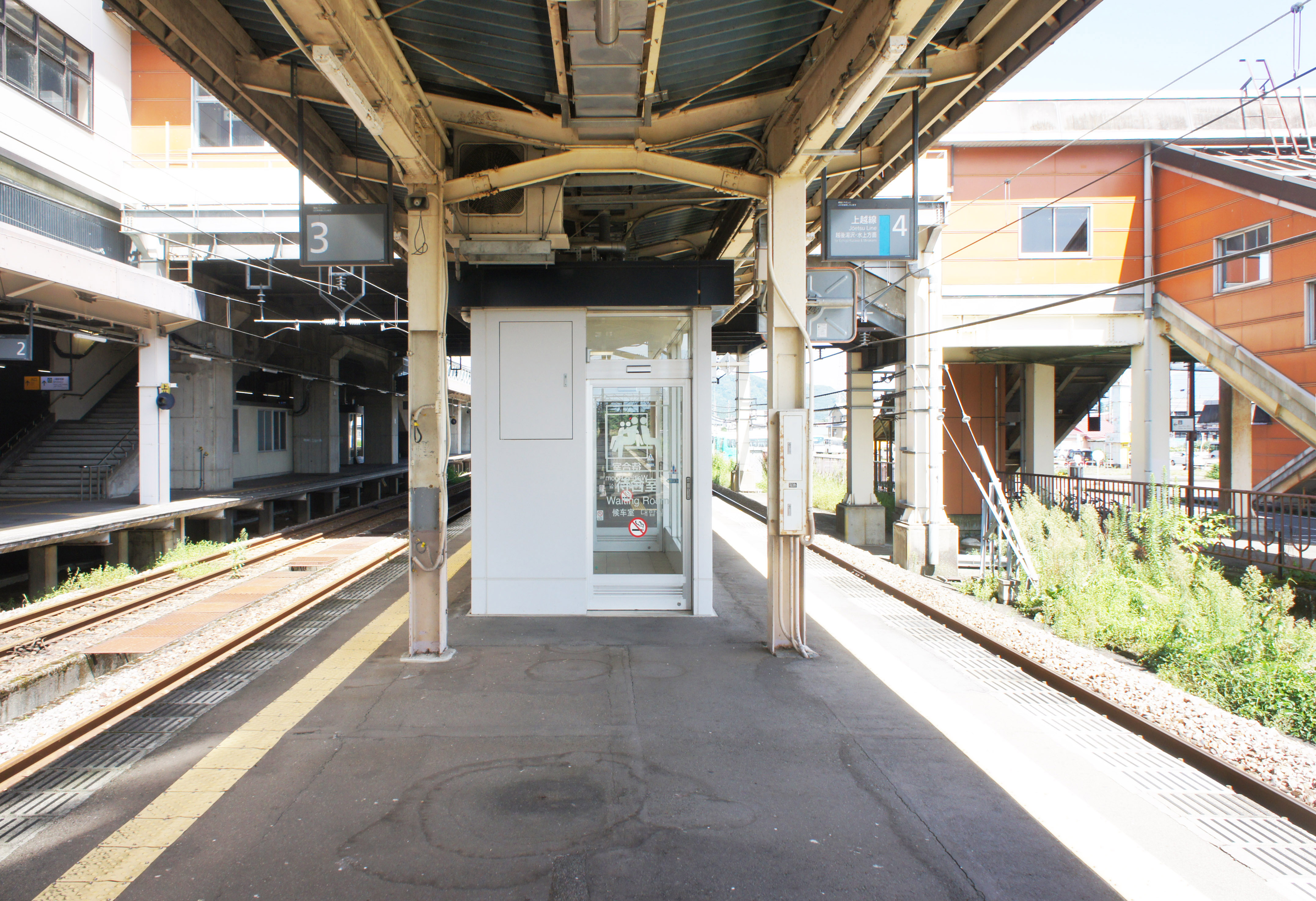
在来線3號與4號月台（2021年9月）

## 利用狀況
- 1日平均乘車人數：1,401人（2005年度）

## 車站周邊

### 東口側
- 國道17號
- 南魚沼市役所 大和廳舎（旧：大和町役場）
- 新潟縣立國際情報高等學校新潟県立国際情報高等学校（日语：新潟県立国際情報高等学校）
- 國際大學
- 浦佐駅東口児童公園

### 西口側
- 大和郵局
- 北越銀行 大和支店
- 浦佐滑雪場
- 浦佐中島児童公園

## 历史
- 1923年9月1日 - 上越北線、越後堀之内～浦佐間開業時開設。
- 1923年11月18日 - 同、浦佐～鹽澤間延伸開業。
- 1947年10月1日 - 上越線、石打～宮内間電氣化。
- 1963年11月5日 - 同、浦佐～小出間複線化。
- 1966年9月16日 - 同、五日町～浦佐間複線化。
- 1978年4月 - 東口站前廣場完成。
- 1982年11月15日 - 上越新幹線、大宮～新潟間開業。
- 1983年3月 - 西口站前廣場完成。

## 車站便當
- 火焔釜飯（日語：火焔釜めし・拍賣：池田屋）
- 越路弁当（拍賣：池田屋）
- 牛飯（日語：牛めし・拍賣：池田屋）

## 相鄰車站
東日本旅客鐵道（JR東日本）
上越新幹線
越後湯澤－浦佐－長岡
■上越線
五日町－浦佐－八色

## 外部連結
- 浦佐站（えきねっと） （页面存档备份，存于）

37°10′3″N 138°55′22″E / 37.16750°N 138.92278°E